# Arvid
Arvid (ou Arnvid) est un prénom masculin scandinave dérivé du vieux norrois Arnviðr, formé des éléments arn (ou ǫrn) « aigle » et viðr « bois, forêt ». Dans les pays nordiques, ce prénom se rencontre surtout en Suède.
Le prénom Arvid est à l'origine du patronyme suédois Arvidsson et du patronyme dano-norvégien Arvidsen signifiant « Fils de Arvid ».

## Personnalités portant ce prénom
- Pour l'ensemble des articles sur les personnes portant ce prénom, consulter :
  - la liste des articles dont le titre commence par ce prénom
  - les listes produites par Wikidata : Liste des personnes de prénom « Arvid » — même liste en incluant les éventuels prénoms composés qui contiennent « Arvid ».